# Utjord
Utjord avser en obebodd mindre eller större jordbruksenhet. Det är en kameral term som kom att användas framförallt i Gustav Vasas jordeböcker från 1540-talet. De är vanligast förekommande i östra Sverige. Karsvall (2016) visar att även små utjordar belägna i byarna har sin bakgrund i en medeltida ödeläggelse.